# Hargicourt Communal Cemetery Extension
Le cimetière « Hargicourt Communal Cemetery Extension » est un des deux cimetières militaires de la Première Guerre mondiale situés sur le territoire de la commune d'Hargicourt, Aisne. Le second est Hargicourt British Cemetery.

## Localisation
Le cimetière est situé au nord-est du village, à une cinquantaine de mètres du cimetière protestant. On y accède par le chemin du tour-de-ville.

## Historique
Hargicourt fut occupé par les Allemands dès fin août 1914 et resta loin de la ligne de front qui se situait à une trentaine de kilomètres à l'ouest au-delà de Péronne. En mars 1917, l'armée allemande se replie stratégiquement sur la ligne Hindenburg, qui s'appuie sur canal de Saint-Quentin, à quelques kilomètres à l'est d'Hargicourt. Elle fait évacuer les populations civiles et les Allemands détruisent le village avant de l'évacuer.
Hargicourt est pris par les troupes anglaises en avril 1917, mais perdu le 21 mars 1918, puis repris par les troupes australiennes le 18 septembre 1918. Ce cimetière fut créé en août 1917 et en janvier, septembre et octobre 1918 au-delà d'une extension allemande du cimetière communal protestant ; les 177 tombes allemandes ont été enlevées et le cimetière britannique est maintenant isolé.

## Caractéristique
Il y a maintenant 75 victimes de guerre 1914-18 commémorées sur ce site. Parmi ceux-ci, un petit nombre n'est pas identifié. L'extension couvre une superficie de 348 mètres carrés et est entourée d'un mur de silex et de briques.

## Galerie

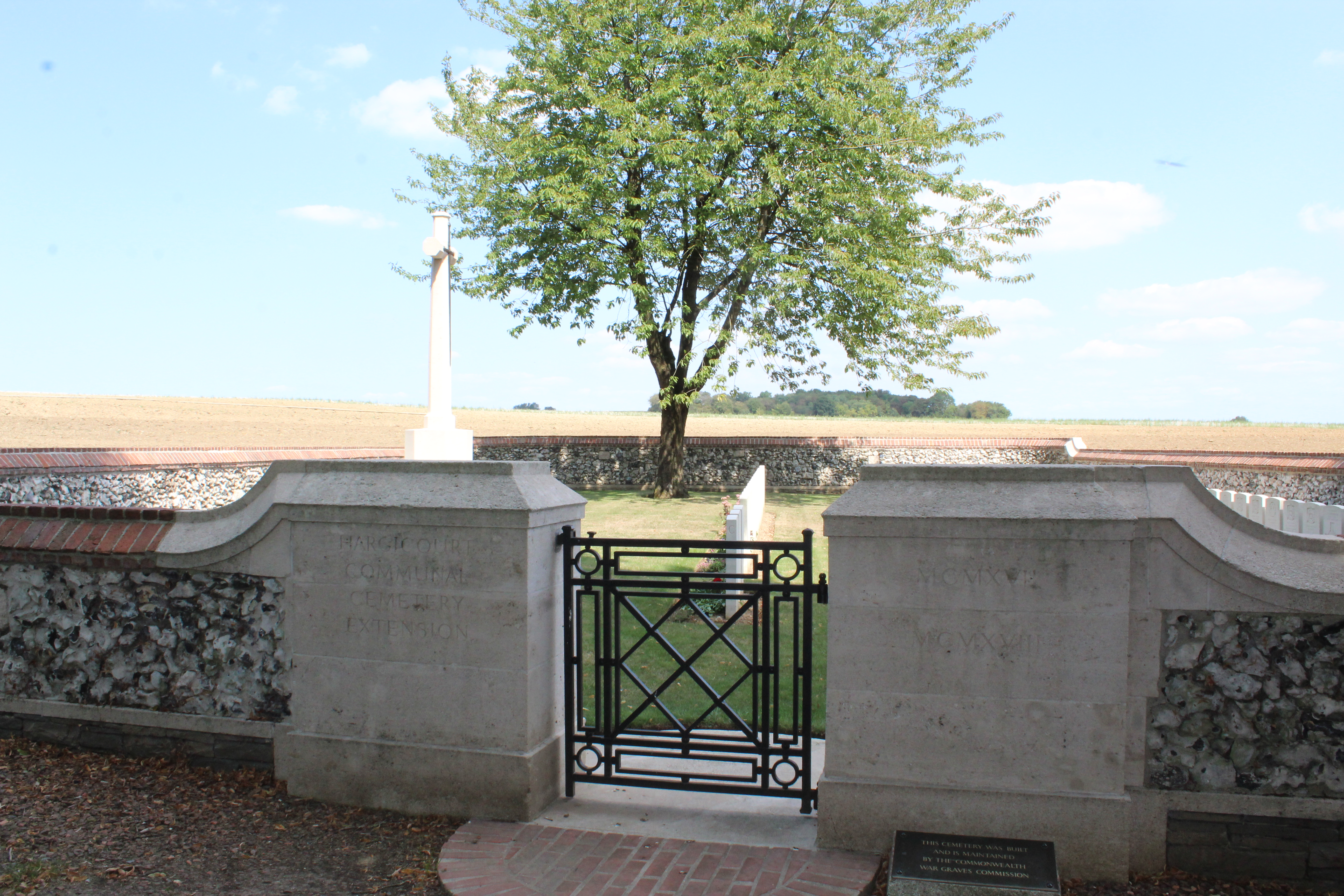
Entrée du cimetière
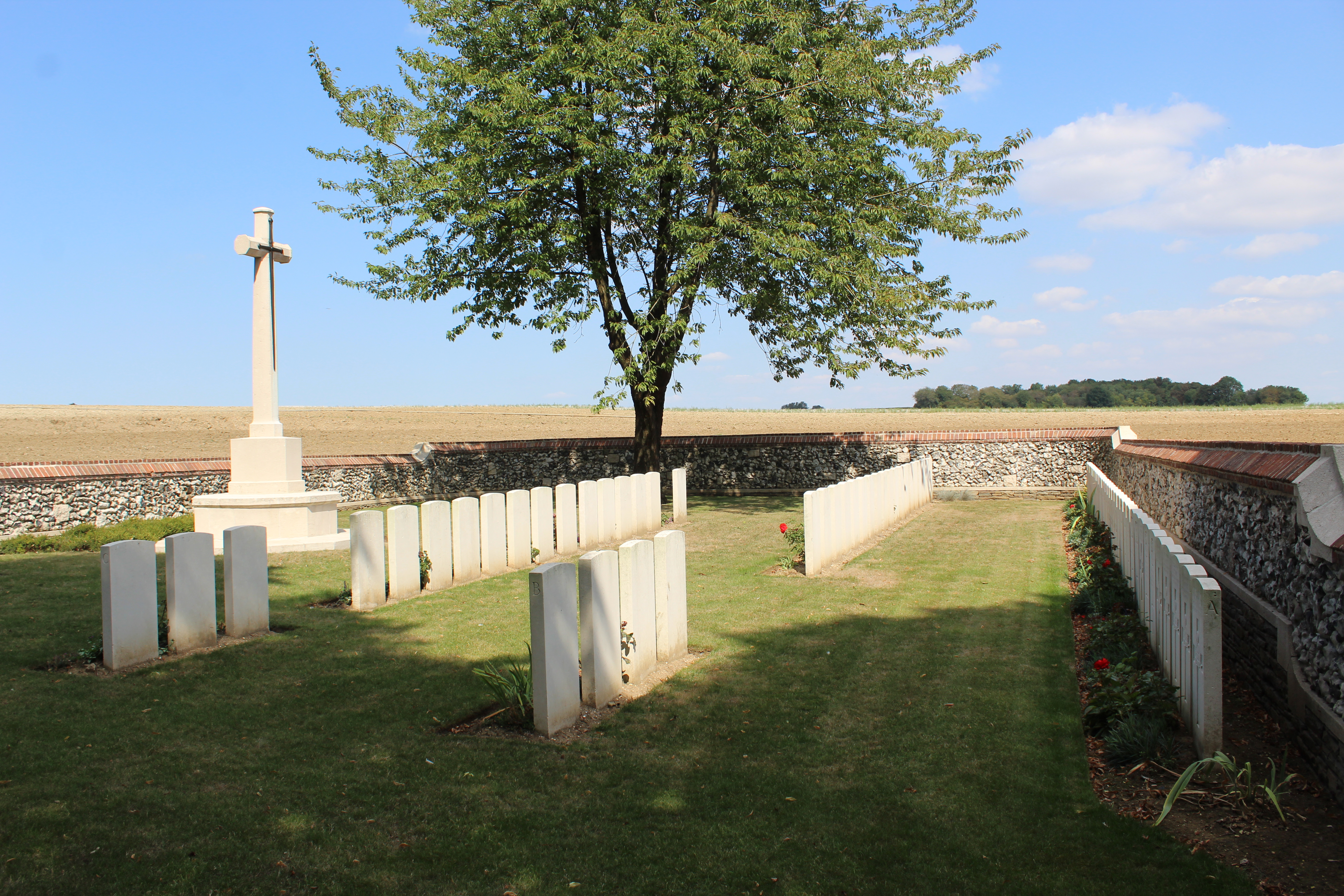
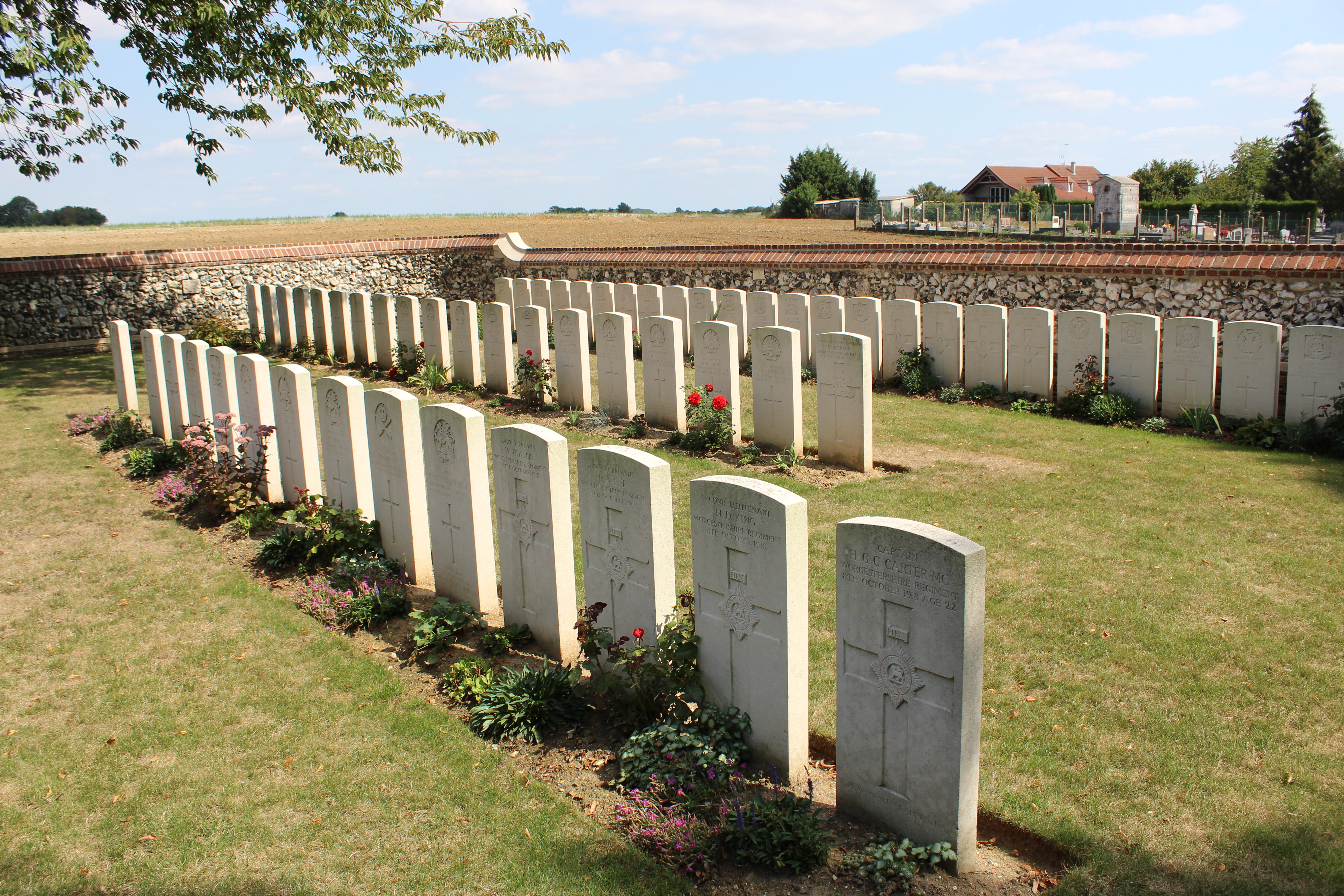
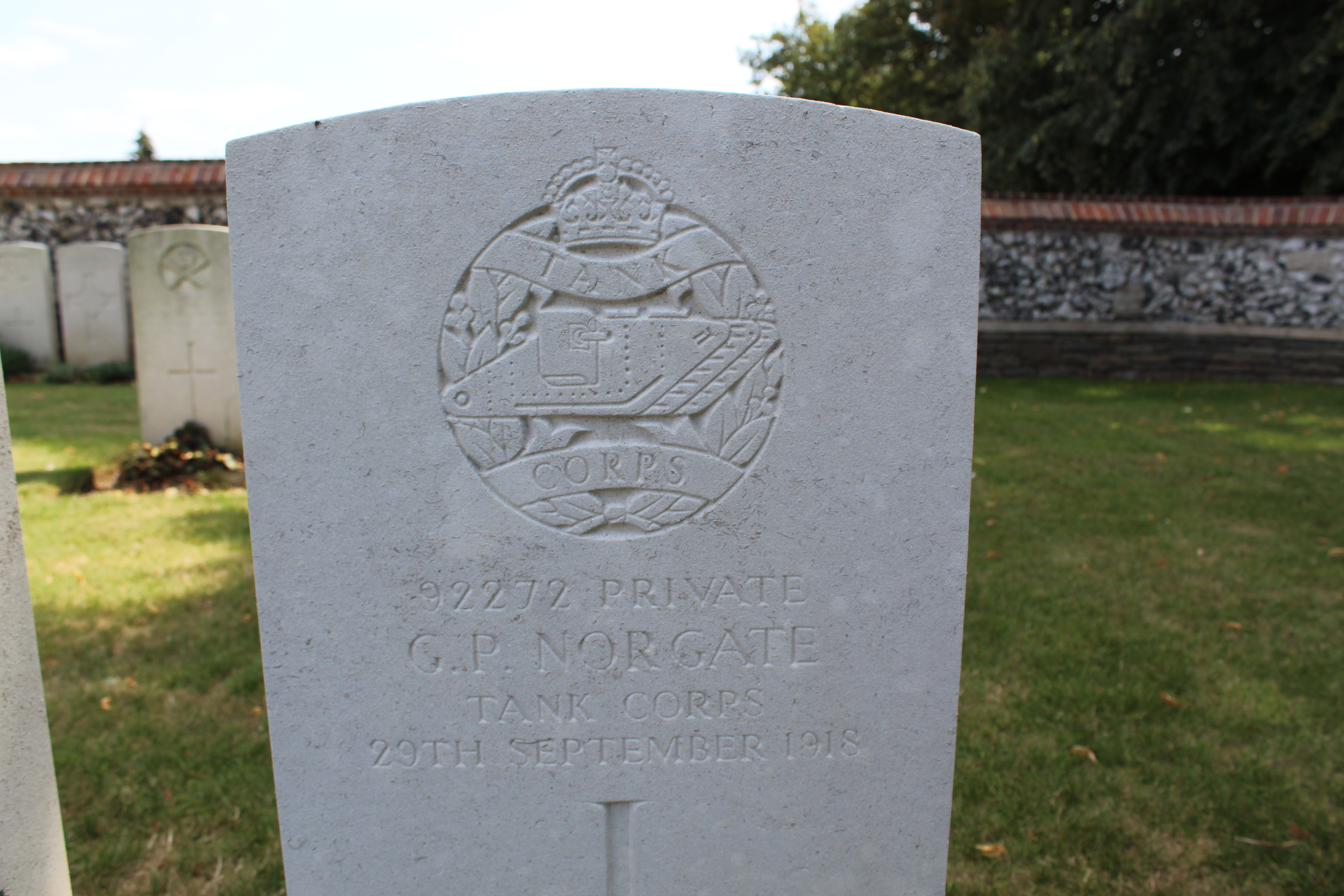
Tombe d'un soldat des Tank Corps tué lors de l'attaque des positions allemandes vers Bony les 29 et 30 septembre 1918.

## Sépultures
| Pays        | Sépultures |
| ----------- | ---------- |
| Royaume-Uni | 63         |
| Australie   | 12         |
| Total       | 75         |